# Kamienna Góra (Landgemeinde)
Die Gmina wiejska Kamienna Góra [kaˈmʲɛnːa ˈgura] ist eine selbständige Landgemeinde im Powiat Kamienna Góra der Woiwodschaft Niederschlesien in Polen. Ihr Verwaltungssitz ist in der Stadt Kamienna Góra (deutsch Landeshut in Schlesien). Die Landgemeinde, zu der die Stadt Kamienna Góra selbst nicht gehört, hat eine Fläche von 158 km², auf der (Stand: 31. Dezember 2020) 8997 Einwohner leben. Die Gemeinde ist Teil der Euroregion Neiße.

## Geographie

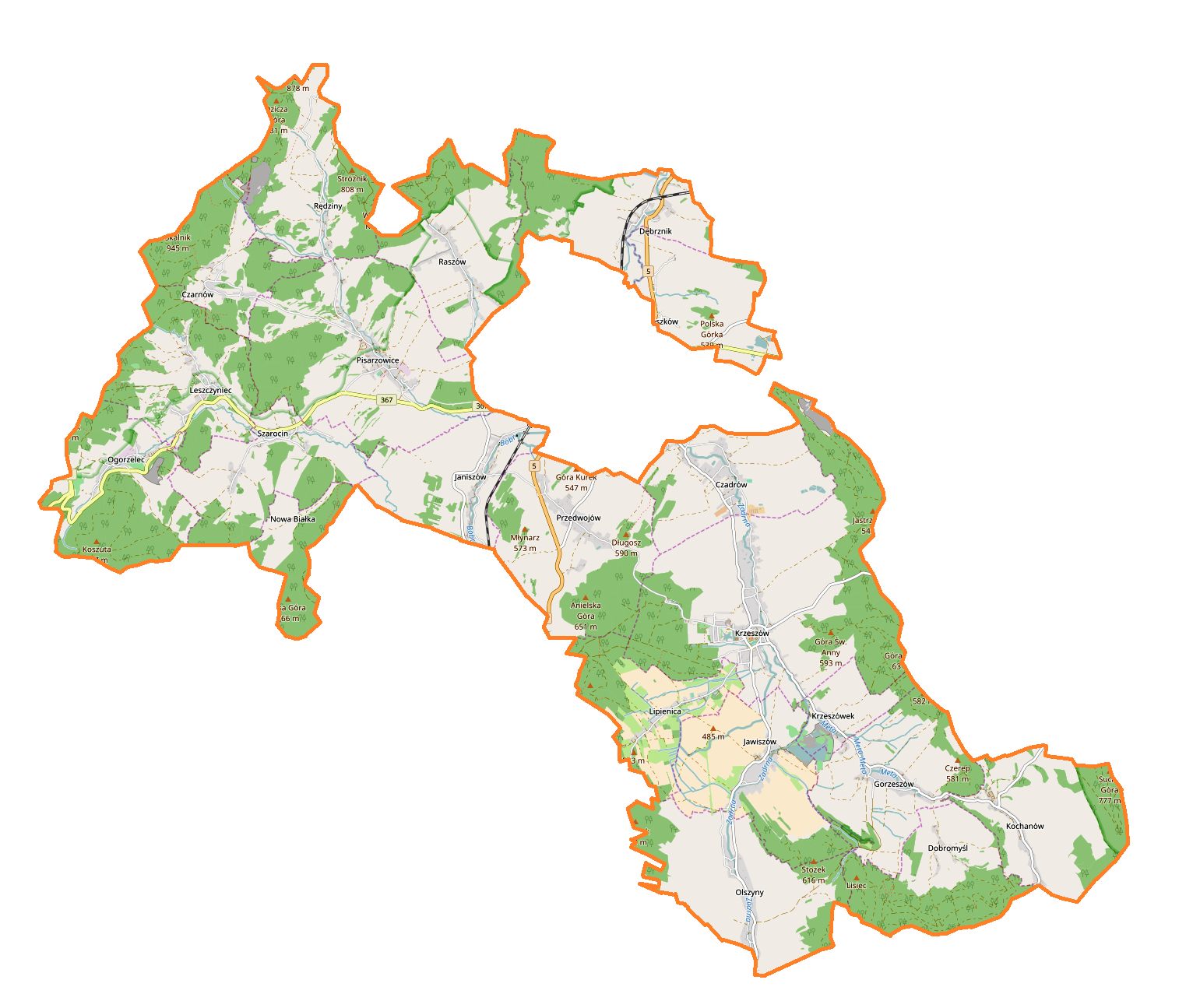
Karte der Landgemeinde

Die Landgemeinde liegt in Niederschlesien, etwa 20 Kilometer südöstlich von Jelenia Góra (Hirschberg). Ihr Gebiet umgibt die Stadt Kamienna Góra zu 98 Prozent.

## Geschichte
Von 1975 bis 1998 gehörte die Landgemeinde Kamienna Góra zur Woiwodschaft Jelenia Góra.

## Gemeindegliederung
Die Landgemeinde Kamienna Góra besteht aus folgenden Ortschaften mit Schulzenämtern:
- Czadrów (Oberzieder)
- Czarnów (Rothenzechau)
- Dobromyśl (Kindelsdorf)
- Dębrznik (Krausendorf)
- Gorzeszów (Görtelsdorf)
- Janiszów (Johnsdorf)
- Kochanów (Trautliebersdorf)
- Krzeszów (Grüssau)
- Krzeszówek (Neuen/Alt-Grüssau)
- Leszczyniec (Haselbach)
- Nowa Białka (Neuweistritz)
- Ogorzelec (Städtisch Dittersbach)
- Olszyny (Erlendorf)
- Pisarzowice (Schreibendorf[2]), früher auch Niederschreibendorf und Oberschreibendorf[3]
- Przedwojów (Reichhennersdorf)
- Ptaszków (Vogelsdorf)
- Raszów (Reußendorf)
- Rędziny (Wüstenröhrsdorf; 1937–45: Röhrsdorf (Riesengeb.))
- Szarocin (Pfaffendorf)

Ein weiterer Ort der Landgemeinde ist Betlejem.